# Calymmodon asiaticus
Calymmodon asiaticus är en stensöteväxtart som beskrevs av Edwin Bingham Copeland. Calymmodon asiaticus ingår i släktet Calymmodon och familjen Polypodiaceae. Inga underarter finns listade.